# Augustin Darricau
Pour les articles homonymes, voir Darricau.
Augustin Darricau, né le 5 juillet 1773 à Tartas, mort le 7 mai 1819 à Dax (Landes), est un général français de la Révolution et de l’Empire.

## Biographie
Augustin Darricau est le fils de Jean-Marc Darricau (1738, Mimizan - 1782), seigneur de Saint-Antoine-des-Traverses, et de Catherine de Neurisse de Laluque (1735 - 1780) . En effet la Commanderie de Saint-Antoine-des-Traverses, comprenant un hôpital à Escource, relais pour pèlerins de Saint-Jacques-de-Compostelle, est vendue à Pierre Darricau, père de Jean-Marc et général d’Empire tué à la bataille d'Eylau en 1807. Les propriétés des Darricau s’étendaient le long de l’étang d’Aureilhan, à cheval sur la limite des communes d’Aureilhan et de Mimizan. La plupart de ces biens étaient dans la directe des seigneurs, vicomte de Biscarrosse et en dernier lieu du marquis de Gombault, et la tenure des familles Roger Darricau, de Chambres et de Texoëres,.

### Guerres révolutionnaires
Darricau s'enrôle à l'âge de dix-huit ans dans le bataillon des volontaires nationaux de son département. Devenu capitaine le 17 octobre 1791, il passe en cette qualité à l'armée des Alpes, fait les campagnes de 1792 et 1793, assiste au siège de Toulon, puis sert avec la 77e demi-brigade, pendant les ans II, III, IV et V, aux armées d'Italie et d'Allemagne.
Durant le cours de cette campagne, il est atteint d'un coup de feu à la jambe droite au combat de Bologne le 14 messidor an III (2 juillet 1795), se fait remarquer à la prise de Dego le 25 germinal an IV (14 avril 1796), en s'élançant un des premiers dans la redoute, et a en cette occasion le tibia de la jambe gauche fracturé par une balle.
Après avoir combattu pendant quelque temps à l'armée d'Helvétie, Darricau fait ensuite la campagne d'Orient, s'y distingue en plusieurs occasions, et est promu au grade de chef de bataillon par le général en chef Kléber, le 30 vendémiaire an VIII (22 octobre 1799). Attaqué impunément par une nuée d'ennemis, il soutient leur choc avec autant de sang-froid que de courage, les culbute, les met en fuite, puis en tue un de sa main et coupe le bras d'un autre. Une blessure grave qu'il reçoit à la cuisse droite le 22 ventôse an IX (13 mars 1801), devant Alexandrie, l'empêche de servir pendant un mois.

### Premièrescampagnes napoléoniennes
Nommé colonel du 32e régiment de ligne par le général en chef Menou le 7 floréal suivant (27 avril 1801), Darricau revient en France avec les débris de l'armée d'Égypte, commande son régiment à l'armée des côtes de l'Océan, est décoré, le 19 frimaire an XII (11 décembre 1803), de la croix de la Légion d'honneur, et combat avec distinction à la Grande Armée d'Allemagne pendant les ans XIII et XIV.
C'est lui qui bat à Haslach, entre Ulm et Albeck (Langenau), la majeure partie des troupes du prince Ferdinand d'Autriche, lui fait 3 000 prisonniers de guerre et les ramène au camp français, à travers une légion de 6 000 hommes de cavalerie ennemie.
Le 16 vendémiaire an XIV (8 octobre 1805), il enfonce à la baïonnette, à la tête de son régiment, une colonne de 6 000 Russes, qui menaçait à Dürenstein, les derrières du corps d'armée du maréchal Mortier. En récompense de ses services, le colonel Darricau est promu le 4 nivôse de la même année (25 décembre 1805), commandeur de la Légion d'honneur.
Il se signale de nouveau au combat de Halle le 17 octobre 1806, s'élance le premier sur le pont de la Saale, où son cheval est percé de plusieurs coups de baïonnette, chasse l'ennemi de toutes ses positions, puis lui enlève 3 000 hommes et 6 pièces de canon.
Il déploie le même courage à la journée de Morunghen le 27 janvier 1807.

### L'Espagne
Élevé au grade de général de brigade le 15 février suivant, il contribue au succès de la bataille de Friedland. Le général Darricau est fait baron de l'Empire en 1808, et envoyé à l'armée d'Espagne, où il assume le commandement de la réserve à la bataille d'Espinosa. Il se bat ensuite avec sa fougue accoutumée à l'affaire de Somma-Sierra le 30 novembre 1808. Le 3 décembre 1808, il concourt à la prise de Madrid, et marche avec le corps d'armée que Napoléon Ier dirige sur la Galice contre les Anglais le 22 du même mois. Aussitôt après cette expédition, il se rend à Benavente avec sa brigade, se porte successivement sur les villes de Toro, Zamora, Salamanque dont il s'empare, et reprend sur les insurgés deux pièces de canon de la Garde impériale qui étaient tombées en leur possession.
Le général Darricau enlève aussi de vive force le pont et la ville d'Alcántara. Lors de la mort du général Lapisse, tué à la bataille de Talavera de la Reina le 28 juillet 1809, il est chargé du commandement provisoire des troupes de cet officier général, obtient le gouvernement de Séville le 10 mai 1810, et devient général de division le 31 juillet 1811. Pendant que les maréchaux, duc de Dalmatie et Trevise assiégeent Badajoz, le général espagnol Ballesteros marche sur Séville avec un corps d'élite, composé de 6 000 hommes d'infanterie et de 300 chevaux. Darricau, hors d'état de défendre cette grande cité qui n'a pour garnison que 1 300 fantassins et 400 chevaux, se retire avec toutes les administrations civiles et militaires dans Cartuxa, au vaste couvent des Chartreux que le maréchal et Dalmatie a fait mettre en état au commencement de cette campagne. Il est déterminé à défendre ce poste jusqu'à la dernière extrémité, et même à tirer sur la ville si les habitants dussent se révolter, mais les Sévillans restent calmes et attendent dans une complète neutralité l'issue de cette expédition, qui est sans résultat, car l'arrivée du Dalmatie, avec sa colonne, force l'ennemi à abandonner sa position devant cette place.
Le général Darricau a en janvier 1812, le commandement de la 6e division de l'armée du Midi, en Estrémadure, sous les ordres du comte d'Erlon. C'est lui qui, dans la retraite d'Andalousie, s'empare de la ville ainsi que du fort de Chinchilla de Monte-Aragón par assaut, il établit une batterie à trente toises du fort et contraint la garnison à capituler. À l'époque où l'armée anglaise est obligée d'opérer sa retraite sur Ciudad-Rodrigo, Darricau attaque avec sa division l'arrière-garde ennemie à San Muñoz, la bat, la disperse et lui fait un nombre considérable de prisonniers.
Il se couvre de gloire à la bataille de Vitoria le 21 juin 1813, où il est atteint d'un coup de feu à l'avant-bras. Après avoir puissamment contribué aux succès des combats livrés devant Bayonne, il commande le 9 février 1814, le département des Landes et en organise la défense. Il ne combat pas à la bataille d'Orthez le 27 février 1814, car né à Tartas, il est chargé par le maréchal Soult du commandement de la levée d’insurrection du département des Landes. Resté à Dax à cette date, il arrive à Langon le 3 mars, par les grandes landes avec 4 compagnies du 34e régiment de ligne et 2 compagnies de pontonniers. Un deuxième ordre du quartier général destiné à l’armée des Pyrénées pour les opérations du 8 mars 1814, demande à la 1re division d’infanterie du général Darricau de se rendre à Tarbes où il s’établira. Le maréchal Soult l’a chargé du commandement de cette division en remplacement du général Sébastien Foy blessé à Orthez. Il participe au combat de Vic-en-Bigorre le 19 mars, et à celui de Tarbes le 20 mars 1814.
Le général Darricau se fait remarquer aussi à la bataille de Toulouse le 10 avril 1814, où il repousse à la tête de cette division, toutes les attaques que les Anglais dirigent sur les trois ponts du canal, depuis la Garonne jusqu'à la route d'Albi.

### Restauration française
À la première rentrée des Bourbons, il est nommé chevalier de Saint-Louis et commandant supérieur de Perpignan.
Il occupe encore ce poste lorsque Napoléon Ier revient de l'île d'Elbe. Le maréchal Pérignon, qui commande à Toulouse, lui donne presque aussitôt l'ordre de livrer la citadelle de Perpignan aux troupes royales qui se présentent pour en prendre possession. Le général Darricau, au lieu de suivre les ordres du maréchal, fait arborer le drapeau tricolore dans tout le département des Pyrénées-Orientales. Pour lui témoigner sa reconnaissance d'avoir préservé cette ville de la guerre civile, le conseil municipal de Perpignan lui offre une épée riche et superbe, portant cette inscription : La ville de Perpignan au lieutenant-général baron Darricau.
L'Empereur, l'ayant rappelé à Paris, lui donne le commandement des fédérés, qu'il organise avec beaucoup d'activité. Mais quand on a renoncé au projet de défendre la capitale contre les armées alliées, le général Darricau quitte le commandement qui lui a été confié, et n'est plus employé pendant la seconde Restauration. Il se retire à Dax, où il meurt d'une maladie le 7 mai 1819, dans sa quarante-sixième année.
Il est inhumé au cimetière Saint-Pierre de Dax, tandis que son cœur repose dans une urne en marbre de la cathédrale Notre-Dame de Dax.

## Titres
- Baron Darricau et de l'Empire (décret du 19 mars 1808, lettres patentes du 27 juillet 1808 (Toulouse)).

## Décorations
- Légion d'honneur :
  - Légionnaire le 19 frimaire an XII (11 décembre 1803), puis,
  - Officier le 25 prairial an XII (14 juin 1804), puis,
  - Commandant le 4 nivôse an XIV (25 décembre 1805), puis,
  - Grand officier de la Légion d'honneur le 14 février 1815 ;
- Chevalier de Saint-Louis en 1814.

## Armoiries
| Figure | Blasonnement |
|        | Armes du baron Darricau et de l'Empire Écartelé : au premier d'azur à la pyramide d'argent ; au deuxième des barons militaires ; au troisième de gueules au vol d'argent sur lequel broche un cœur d'or ; au quatrième d'azur au pont d'or, adextré d'une tour de même, cantonnée à sénestre d'un foudre d'or, le tout soutenu d'un fleuve d'argent. Livrées : les couleurs de l'écu. |

## Pour approfondir